# مهندسی ژنتیک

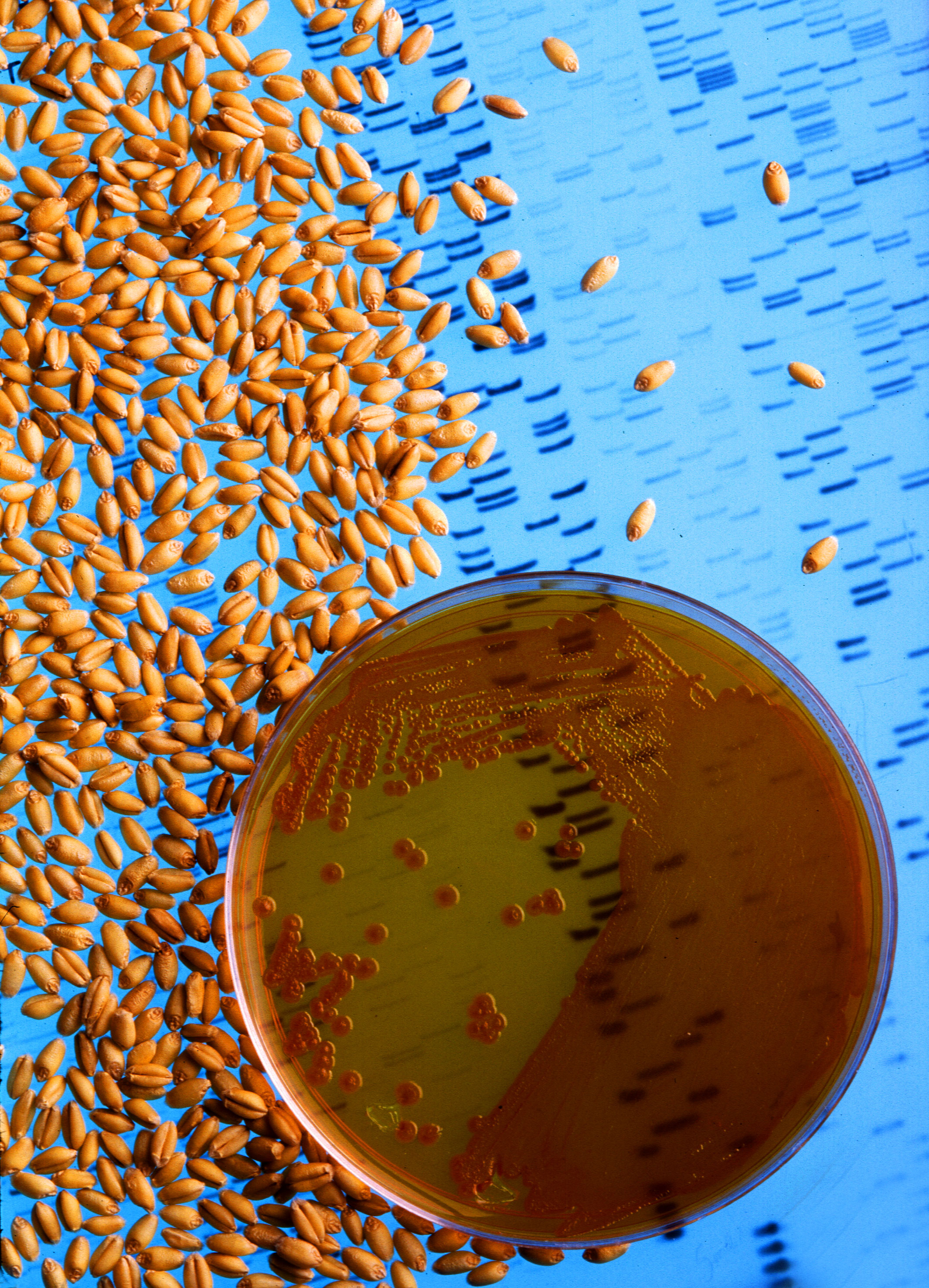
یک محیط کشت

مهندسی ژنتیک، به‌عنوان بخشی از دانش زیست‌فناوری؛ به مجموعه روش‌هایی گفته می‌شود که به منظور جداسازی، خالص‌سازی، وارد کردن و بیان یک ژن خاص در یک میزبان بکار می‌روند و نهایتاً منجر به بروز یک صفت خاص یا تولید محصول مورد نظر در جاندار میزبان می‌شود. کاربردهای مهندسی ژنتیک تقریباً نامحدود به نظر می‌رسد. این علم کاربردهای زیادی در علوم پایه، داروسازی،علوم دامی، تولیدات صنعتی، کشاورزی و علوم پزشکی دارد. در زمینه علوم پایه، بررسی‌هایی مانند مکانیسم‌های همانندسازی دی ان ای و بیان ژن‌ها در پروکاریوت‌ها، یوکاریوت‌ها و ویروس‌ها و همچنین چگونگی ساخته شدن و تغییرات پروتئین‌های داخلی سلول و همچنین سازوکار ایجاد سرطان از جمله کاربردهای مهندسی ژنتیک است. در زمینه کشاورزی که بستر بسیاری از کاربردهای مهندسی ژنتیک است، تولید گیاهان مقاوم به آفات گیاهی و خشکی، تولید گیاهان پرمحصول و تولید گاوها و دام های پرتولید و دارای شیر و گوشت بیشتر، را می‌توان نام برد؛ و در زمینه کاربردهای پزشکی، تشخیص بیماری‌های ارثی، تولید انسولین انسانی، تولید هورمون رشد انسان و… را می‌توان نام برد.
در سال‌های اخیر گسترش و توسعهٔ تکنیک‌های سنتز دی‌ان‌ای نوترکیب انقلابی را در درمان بسیاری از بیماری‌های انسانی از جمله انواع سرطان‌ها، اغلب بیماری‌های خود ایمنی نظیر دیابت و همچنین تشخیص، پیشگیری و درمان بسیاری از بیماری‌های مادرزادی فراهم آورده‌است.

## تاریخچه
امروزه دانش و فن مهندسی ژنتیک و بیوتکنولوژی مولکولی در عرصه‌های بسیار متنوع مانند کشاورزی، تغذیه و مواد غذایی، دامپروری، شاخه‌های مختلف علوم پزشکی و صنایع دارویی، صنایع تخمیری، صنایع نظامی، انرژی، محیط زیست و بهداشت بشر، استفاده‌های بسیار ارزشمندی پیدا کرده‌است. اهمیت بعضی از اصول علمی، در زمان کشف آن‌ها مشخص نمی‌شود، بلکه پس از مدت زمانی که می‌گذرد ارزش آن‌ها معلوم می‌شود. یکی از مثال‌های روشن این مسئله کشف ساختمان سه بعدی DNA به وسیلهٔ جیمز واتسون و فرانسیس کریک در سال ۱۹۵۳ بود. این ساختمان نسبتاً ساده باعث شد تا دانشمندان سیستم‌های مختلف ژنتیکی را بررسی کنند. اما مطلب به همین‌جا، ختم نشد و دانشمندان مختلف سعی کردند که از این اطلاعات استفاده نمایند. هدف آن‌ها نیز بیان ساده‌ای داشت. آن‌ها خواستند تا یک DNA را از یک موجود بگیرند و در موجود دیگر وارد نمایند تا اثرات آن ژن در موجود ثانویه بروز کند.
این علم نوین که به تدریج جای خود را در بین علوم دیگر پیدا کرد، با عناوینی چون زیست‌شناسی مولکولی، مهندسی ژنتیک و نهایتاً دی ان ای نوترکیب شناخته می‌شود. مثال معروفی از کاربردهای مهندسی ژنتیک تولید سویه ای از باکتری اشرشیاکلی است که قادر به سنتز انسولین انسانی است. تولید گیاهان مقاوم به تنش‌های شوری و خشکی از دیگر مثال‌های شناخته شدهٔ کاربردهای مهندسی ژنتیک است.

## مراحل مهندسی ژنتیک

### ۱- ساخت DNA نوترکیب
ساخت دنا نوترکیب یکی از اصلی‌ترین مراحل مهندسی ژنتیک است. از این رو حتی به مهندسی ژنتیک، فناوری ساخت دنا نوترکیب نیز گفته می‌شود.
برای ساخت دنا نوترکیب به دو نوع آنزیم نیاز است. یکی برای بریدن ژن خارجی (ژن مورد نظر برای تکثیر یا محصول) و وکتور، به عنوان مثال پلازمید (دنا کوچک، حلقوی که در بعضی از باکتری‌ها وجود دارد) و قرار دادن ژن خارجی در وکتور و دومین آنزیم برای برقراری پیوند فسفو دی استر بین ژن خارجی و وکتور.
برای بریدن دنا از آنزیم‌های محدودکننده استفاده می‌شود. آنزیم‌های محدودکننده آنزیم‌هایی باکتریایی هستند. یعنی فقط ژن رمزکننده این آنزیم‌های پروتیینی در باکتری‌ها موجود می‌باشد و سلول‌های یوکاریوتی ژن رمزکننده این دسته از آنزیم‌ها را ندارند. آنزیم‌های محدودکننده توالی کوتاه و خاصی از دنا به نام جایگاه تشخیص آنزیم را شناسایی می‌کنند و آن‌ها را برش می‌دهند. بیشتر آنزیم‌هایی محدودکننده، توالی کوتاه و تک رشته‌ای را در دو انتهای دنا ای که برش می‌زنند ایجاد می‌کنند که به آن‌ها انتهای چسبنده می‌گویند. در مهندسی ژنتیک اغلب از آنزیم‌هایی که انتهای چسبنده ایجاد می‌کنند استفاده می‌شود مانند E.CORE1. انتهای چسبنده باعث می‌شود که پیوند هیدروژنی بین دو تک رشته دنا ایجاد شده توسط آنزیم محدودکننده(انتهای چسبنده) برقرار شود. بعد از برقراری پیوند هیدروژنی بین دو انتها، برای برقراری پیوند فسفو دی استر بین دو رشته دنا، از آنزیم پروتیینی لیگاز استفاده می‌شود. حال دنا نوترکیب آماده شده‌است.

### ۲- کلون کردن
بعد از ساخت دنا نوترکیب نوبت به کلون یا همسانه سازکردن دنا می‌رسد.
هر گاه از یک ژن، نسخه‌های یکسان متعدد ساخته شود، ژن کلون شده‌است. برای فهم بیشتر، به مهندسی ژنتیک در باکتری می‌پردازیم. برای کلون کردن ژن، ابتدا دنا نوترکیب را در مجاورت باکتری قرار می‌دهیم. بعضی از باکتری‌ها توانایی جذب دنا نوترکیب را دارند و آن را جذب می‌کنند. دناهای نوترکیب جذب شده، دستگاه همانندسازی باکتری را در اختیار گرفته و مستقل از همانندسازی باکتری، همانندسازی می‌کند (یکی از ویژگی‌های پلازمید باکتری، همانندسازی مستقل از سلول اصلی است).مانند باکتری اشرشیا کلای‌. چون ژن خارجی در دنا نوترکیب قرار دارد، با هر بار همانندسازی دنا نوترکیب (ژن خارجی به علاوه پلازمید)، به تعداد ژن خارجی افزوده می‌شود.

### ۳- غربال کردن (تمیز دادن)
در این مرحله باید باکتری‌هایی که دنا نوترکیب را جذب کرده‌اند از باکتری‌هایی که آن را جذب نکرده‌اند تمیز داده شوند. برای تمیز دادن از آنتی‌بیوتیک‌ها استفاده می‌شود. نکته قابل ذکر دیگر در مورد پلازمیدها این است که حاوی ژن‌هایی می‌باشند که با دنا اصلی باکتری متفاوت است. یکی از این ژن‌ها، ژن مقاوم به آنتی‌بیوتیک است. یعنی باکتری‌هایی که این ژن را دارند، توانایی مقاومت در برابر آنتی‌بیوتیک را با ساخت پروتیین دارا می‌باشند. به عنوان مثال برای غربال کردن می‌توان از آنتی‌بیوتیک تترا سایکلین استفاده کرد. تترا سایکلین به محیط کشت اضافه می‌شود و باکتری‌هایی که دنا نوترکیب را جذب کرده‌اند سالم می‌مانند و آن‌های که آن را جذب نکرده‌اند از بین می‌روند. (در همه پلازمیدها ژن مقاوم به تترا سایکلین وجود ندارد. ممکن است ژن مقاوم در برابر آنتی‌بیوتیک دیگری وجود داشته باشد.)

### ۴- استخراج ژن
حال نوبت به آن رسیده تا ژن خارجی از دنا نوترکیب جدا شود. برای جداسازی باید از همان آنزیم محدودکننده‌ای استفاده کرد که در مرحله ساخت دنا نوترکیب استفاده شد، زیرا جایگاه تشخیص آنزیم تغییر نکرده و همان جایگاه است.
حال در ظرف آزمایش، دو نوع دنا مختلف وجود دارد؛ یکی ژن خارجی و دیگری پلازمید. برای جداسازی این دو از یکدیگر از دستگاه الکترو فورس(الکتروفورز) در ژل استفاده می‌شود. اساس جداسازی دنا در این دستگاه، بر اساس بار الکتریکی است (دنا دارای بار الکتریکی منفی است). ژل ورقه‌ای مستطیلی شکل و دارای سوراخ‌های ریز بسیار است. در یک سمت دستگاه الکترو فورز تعدادی چاهک وجود دارد. مخلوط حاوی پلازمید و ژن خارجی درون این چاهک‌ها ریخته می‌شود. حال جریان الکتریکی در این دستگاه بر قرار می‌شود. چاهک‌ها در نزدیکی قطب منفی قرار دارند تا بتواند باعث دفع دناها (که دارای بار منفی است) شود و دناها به سمت قطب مثبت حرکت کند. ژن‌های خارجی اندازه‌ای به مراتب کوچک‌تر نسبت به پلازمیدها دارند و از سوراخ‌های ریز موجود در ژل به سمت قطب مثبت حرکت می‌کنند و پلازمیدها که اندازه‌ای بزرگ‌تر دارد توانایی حرکت از این سوراخ‌های ریز را ندارند و در همان سمت می‌مانند.
حال در دستگاه دو نوار دیده می‌شود. یکی در نزدیکی قطب مثبت (ژن خارجی) و دیگری در نزدیکی قطب منفی (پلازمید).
بدین وسیله ژن مورد نظر به تعداد بسیار زیاد ساخته می‌شود.

## کاربردهای مهندسی ژنتیک
دانش و فن مهندسی ژنتیک مولکولی و بیوتکنولوژی در عرصه‌های بسیار متنوع مانند کشاورزی، تغذیه و مواد غذایی، دامپروری، شاخه‌های مختلف علوم پزشکی و صنایع دارویی، صنایع تخمیری، صنایع نظامی، انرژی، محیط زیست و بهداشت بشر، استفاده‌های بسیار ارزشمندی پیدا کرده‌است که برخی از آن‌ها در زیر شرح داده شده‌است.

### بیوتکنولوژی و علوم پزشکی

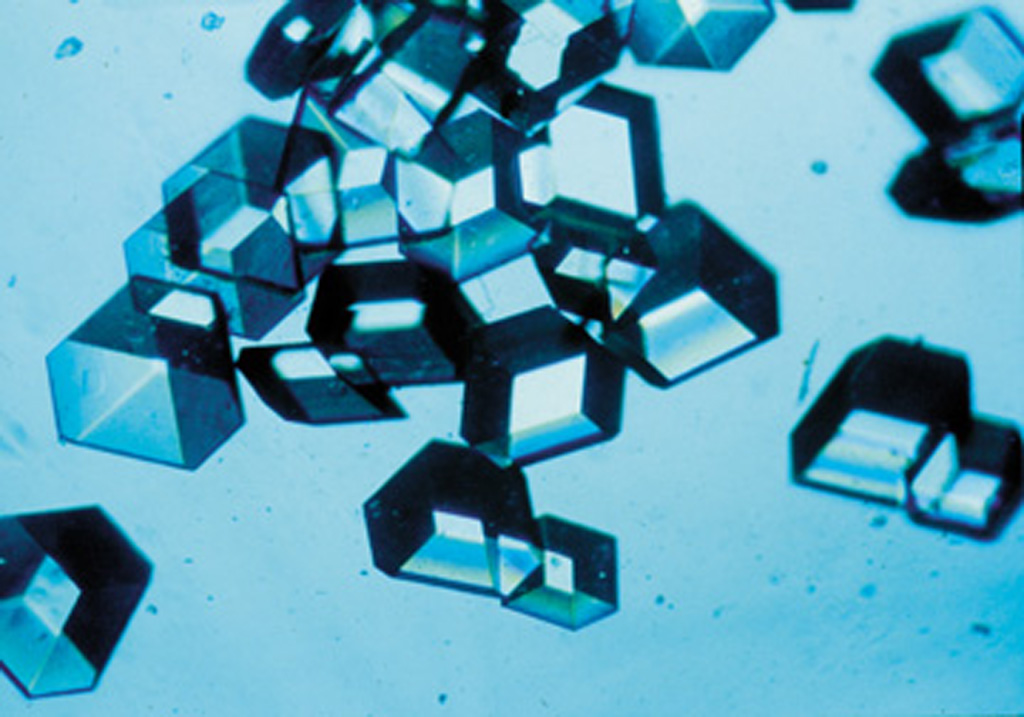
کریستال‌های انسولین

کاربرد بیوتکنولوژی در زمینهٔ علوم پزشکی و دارویی، موضوعات بسیار گسترده‌ای مانند ابداع روش‌های کاملاً جدید برای «تشخیص مولکولی مکانیسم‌های بیماری‌زایی و گشایش سرفصل جدیدی به نام پزشکی مولکولی»، «امکان تشخیص پیش از تولد بیماری‌ها و پس از آن»، «ژن‌درمانی و کنار گذاشتن (نسبی) برخورد معلولی با بیمار و بیماری»، «تولید داروها و واکسن‌های نوترکیب و جدید»، «ساخت کیت‌های تشخیصی»، «ایجاد میکروارگانیسم‌های دست‌کاری شده برای کاربردهای خاص»، «تولید پادتن‌های تک دودمانی (منوکلونال)» و غیره را در بر می‌گیرد.
امروزه برای تشخیص‌های دقیق، پیشگیری، درمان اساسی بیماری‌ها و در واقع سلامت و بهداشت جوامع ظاهراً راه دیگری جز پزشکی مولکولی به‌نظر نمی‌رسد.
ژن درمانی (Gene Therapy)
بسیاری از صاحب‌نظران از سدهٔ حاضر به‌عنوان سدهٔ مهندسی ژنتیک و بیوتکنولوژی مولکولی یاد می‌کنند. به اعتقاد بسیاری از دانشمندان، تولد ژن‌درمانی در اوایل دهه ۱۹۹۰، یک رخداد بزرگ و انقلابی بود که چشم‌انداز جدیدی را در عرصه پزشکی مولکولی ایجاد کرد؛ زیرا برای نخستین بار در تاریخ علوم زیستی، کاربرد روش‌ها و فنون بسیار حساس و جدید جهت انتقال ژن‌های سالم به درون سلول‌های بدن و تصحیح و درمان ژن‌های جهش‌یافته و معیوب، پنجره‌ای نو به سوی مبارزه جدی، اساسی و علّی (نه معلولی و در سطح فراورده‌های ژنی) با بسیاری از بیماری‌ها گشوده‌است. ژن‌درمانی، در واقع انتقال مواد ژنتیکی به درون سلول‌های یک موجود برای مقاصد درمانی می‌باشد که به روش‌های متفاوت و متنوع (فیزیکی، شیمیایی و زیستی) صورت می‌گیرد.
کشف بسیاری از ژن‌های بیماری‌زای مهم در آینده نزدیک، کاربرد روش‌های متنوع و بی‌سابقه غربال‌سازی ژنتیکی و پیشگویی‌های بسیار دقیق پیرامون تعیین سرنوشت جنین از نظر بیماری‌های ژنتیک پیش و پس از تولد، از دیگر قابلیت‌های مهندسی ژنتیک و ژن‌درمانی است. پژوهشگران با انجام تحقیقات گسترده بر بسیاری از محدودیت‌های موجود در زمینه ژن‌درمانی فائق آمده‌اند. همچنین در زمینه هدف‌گیری بسیار اختصاصی سلول و انتقال ژن یا DNA برهنه به درون آن- به عنوان دارو- پیشرفت‌های چشمگیری حاصل شده‌است.
علی رغم اینکه در حال حاضر ژن‌درمانی، روشی پرهزینه بوده و به فنون پیشرفته و تخصصی نیاز دارد، اما به‌زودی از این روش در مورد طیف بسیار وسیعی از بیماری‌ها استفاده خواهد شد. همچنین شواهد فزآینده و امیدبخشی وجود دارد که استفاده از روش‌های پزشکی مولکولی، در آینده‌ای نه چندان دور و در مقایسه با وضع کنونی، صدها بار هزینه‌های درمانی را نیز کاهش خواهد داد.
طرح بین‌المللی ژنوم انسان
پروژه بین‌المللی ژنوم انسان، یکی از مهم‌ترین و عظیم‌ترین طرح‌های تحقیقاتی زیست‌شناسی عصر حاضر است که با رمزگشایی از ژنوم انسان، گره‌های بی‌شماری را گشوده و قله‌های متعددی را فتح کرده‌است. این طرح که انجام آن، مولود پیشرفت‌ها و اطلاعات جدید محققان در عرصه مهندسی ژنتیک است، در آینده‌ای نزدیک، تحولات عمیق و غیره منتظره‌ای را در علوم پزشکی به‌وجود خواهد آورد. طرح بین‌المللی ژنوم انسان را می‌توان نقطه عطفی در تاریخ علوم زیستی به‌ویژه مهندسی ژنتیک و بیوتکنولوژی مولکولی به حساب آورد.

#### شناسایی مکانیسم‌های مولکولی پیدایش سرطان
امروزه از رهگذر به‌کارگیری مهندسی ژنتیک و بیوتکنولوژی مولکولی، این پرسش که سرطان چگونه ایجاد می‌شود؟، دیگر جزء اسرار ناشناخته علمی به حساب نمی‌آید. در خلال دو دهه اخیر، پژوهشگران با استفاده از روش‌های مولکولی و نتایج حاصل از مطالعاتی مانند طرح رمزگشایی از ژنوم انسان، به پیشرفت‌های خیره‌کننده‌ای در شناسایی علل و مراحل مولکولی پیدایش سرطان دست یافته‌اند که در آینده نزدیک، به روش‌های انقلابی در مسیر درمان آن منجر خواهد شد. با آنکه هنوز هیچ‌کس قادر نیست زمان دقیق غلبه کامل بر سرطان را پیش‌گویی کند، اما چشم‌انداز آن بسیار نویدبخش است.
در این راستا، تلاش‌های گسترده‌ای برای درمان سرطان با استفاده از روش‌های ژن‌درمانی (مانند انتقال ژن‌های بازدارنده سرطان به درون سلول‌ها) به‌طور فزاینده‌ای در حال افزایش است. مهار ژن‌هایی که بیشتر از اندازه طبیعی تکثیر یا بیان شده‌اند (مانند آنکوژن‌های فعال‌شده) و جایگزینی یک ژن ناقص یا حذف‌شده از جمله راهبردهای این روش درمانی به حساب می‌آیند.
اخیراً پژوهشگران آمریکایی نوعی ویروس «هوشمند» را طراحی کرده‌اند که بتواند در درون سلول‌های سرطانی، تکثیر شده و تمام سلول‌های بدخیم را در بدن از بین ببرد، اما به سلول‌های سالم آسیبی نرساند. نتایج به دست آمده از این شیوه جدید، روی موش‌های الگو موفقیت‌آمیز بوده و توانسته‌است حدود ۶۰ درصد از سلول‌های سرطانی را نابود سازد.
شماری از شرکت‌های دارویی جهان نیز با تکیه بر فرایندها و قابلیت‌های بیوتکنولوژی مولکولی، بر روی طراحی داروها و عوامل درمانی مناسب جهت توقف ماشین تکثیر بی‌رویه سلولی (سرطان) فعالیت می‌کنند.
بی‌شک انجام این پژوهش‌ها، که در آینده‌ای نزدیک به نتایج مفیدی برای درمان شماری از سرطان‌های انسانی منجر خواهد شد، بدون بکارگیری اصول و فنون مهندسی ژنتیک و بیوتکنولوژی میسر نمی‌بود.

### شبیه‌سازی(Cloning)
از دیگر موضوعات بسیار مهم روز در زمینه مهندسی ژنتیک و بیوتکنولوژی مولکولی، که ارتباط تنگاتنگی با علوم پزشکی وعلوم دامی داشته و در آینده منشأ تحولات بزرگی در این زمینه خواهد بود، بحث کلون‌سازی (همانندسازی یا شبیه‌سازی) یا تکثیر غیرجنسی سلول‌ها است؛ که طی آن با همانندسازی از روی سلول بالغ یک موجود زنده، نسخه‌ای مشابه موجود اولیه ساخته می‌شود.
نخستین موفقیت انسان در همانند‌سازی یک پستاندار بالغ (گوسفند دالی) در سال ۱۹۹۷ توسط یان ویلموت انگلیسی و همکاران وی در مؤسسه راسلین (ادینبر، اسکاتلند) با انتقال هسته یک سلول سوماتیک (غیرجنسی) به درون سیتوپلاسم یک اووسیت (سلول جنسی ماده) که هسته‌اش خارج شده بود، به دست آمد.
به‌طور کلی، محققان علم ژنتیک و بیوتکنولوژیست‌های مولکولی اعتقاد دارند که تلاش‌های آن‌ها در این زمینه، می‌تواند به کاربردهای بسیار ارزشمندی در زمینه‌های پزشکی، کشاورزی و مانند آن‌ها منجر شود.
همچنین بحث‌های بسیار جدی در مورد سوء استفاده‌های احتمالی از فناوری شبیه‌سازی و عواقب زیستی و اخلاقی آن در دنیا وجود دارد، خوشبختانه اعتقاد اکثریت قابل توجهی از صاحب‌نظران امر که با درک مسئولیت خطیر انسانی خود، به پژوهش‌های متنوع و گسترده مهندسی ژنتیک و بیوتکنولوژی در عرصه پزشکی مولکولی مشغولند، این است که تحقیقات مذکور باید تنها برای مقاصد پیشگیری، تشخیص و درمان اساسی بیماری‌ها به کار رفته شود، جنبش رائلیان نقش بسزایی در همراه‌سازی افکار عمومی در این زمینه داشته‌است.

#### آزمایش ویلموت
در سال ۱۹۹۷ محققی به نام یان ویلموت با ارائه اخباری مبنی بر کلون کردن موفق یک گوسفند به نام دالی، توجه جهانیان را به خود جلب کرد. محققان تا قبل از به وجود آمدن دالی، تصور می‌کردند که نمی‌توان از سلول‌های تمایز یافته، برای تولید یک موجود کامل استفاده کرد. اما ویلموت با آزمایش خود این نظریه را رد کرد.
دالی، گوسفند ماده‌ای بود که از سلول‌های پستانی منجمد یک گوسفند که سال‌ها پیش مرده بود، بدست آمد. در به وجود آوردن دالی دانشمندان با جداسازی ۲۲۷ سلول از سلول‌های پستان گوسفند بالغ منجمد شده و انتقال آن به ۲۲۷ تخمک غیر بارور که هسته آن‌ها خارج شده بود توانستند سلول‌های جنینی به وجود آورند و آن‌ها را به مدت ۶ روز در آزمایشگاه کشت دادند.
دانشمندان سپس ۲۹ سلول جنینی را کشت داده و به ۲۹ میش جانشین به عنوان مادر دوم وارد کرده و در رحم قرار دادند. در نهایت فقط یکی از آن‌ها تولید گوسفند زنده به نام دالی کرد. دوره باروری گوسفندان ۵ ماه و نیم است. دالی پس از ۵ ماه و نیم متولد شد. در حقیقت دالی دوقلوی یکسان همان گوسفندی بود که مدت‌ها پیش مرده بود. نژاد گوسفند دالی از نژاد فین دورست بود و نام آن از خواننده معروف دالی پارتن گرفته شده بود.

### کاربرد در صنعت
در سال‌های اخیر، ژنتیک مولکولی در صنایع گوناگون جایگاه منحصر به فردی پیدا کرده‌است. امروزه در برخی از معادن دنیا، استخراج و بازیافت کانی‌های پرارزشی مانند طلا، نقره، مس و اورانیوم به کمک میکرو ارگانیسم‌ها و با روش‌های زیستی (Bioleaching) صورت می‌گیرد. تولید صنعتی بسیاری از اسیدهای آلی مانند اسید سیتریک، اسید استیک و اسید لاکتیک و همچنین تولید روغن‌هایی با ترکیبات اسیدهای چرب ویژه که دارای ارزش بالایی در صنایع غذایی و مواد پاک‌کننده هستند، از دیگر زمینه‌های حضور فعال ژنتیک در صنعت است.
علاوه بر این، به اعتقاد بسیاری از صاحب‌نظران، یکی از عرصه‌های بسیار حیاتی ژنتیک، در «صنایع آنزیمی» است؛ چراکه به جرأت می‌توان ادعا کرد بدون استفاده از فرایندهای ژنتیکی و طراحی سویه‌های میکروبی مهندسی ژنتیک شده، پیشرفت‌های بزرگ بشر در زمینه تولید انبوه آنزیم‌ها و بیوکاتالیست‌های بسیار با ارزش و متنوع که به‌عنوان مواد مادر در صنایع گوناگون غذایی، شیمیایی، سلولزی، نفت، تولید شوینده‌ها و غیره به کار می‌روند، تقریباً غیرممکن و دور از دسترس بود.
تولید پلاستیک‌های قابل تجزیه (Green Plastics)، تولید انرژی‌های تجدیدپذیر با استفاده از بیومس (Biomass)، طراحی و تولید ساختارهای نانومتری (Nanostructures) جدید مثل بیو ترانزیستورها، بیو چیپ‌ها و پلیمرهای پروتئینی با استفاده از روش‌های مهندسی پروتئین، بکارگیری روش‌های ژنتیک در افزایش بازیافت و سولفورزدایی نفت خام و پاکسازی آلودگی‌های زیست‌محیطی به کمک فرایندهای زیستی، از دیگر عرصه‌های نوین و با ارزش ژنتیک در صنعت و محیط زیست به‌شمار می‌روند.

### کاربرد در کشاورزی
رشد فزآینده جمعیت جهان و افزایش تقاضا برای مواد غذایی در دهه‌های اخیر موجب شده تا در زمینة علوم کشاورزی و مواد غذایی شاهد یک گذر جدی و اجتناب‌ناپذیر از کشاورزی سنتی به کشاورزی پیشرفته و بکارگیری روش‌های نوین ژنتیک در تولید محصولات زراعی و دامی باشیم. همانگونه که می‌دانیم، گیاهان، اصلی‌ترین و مهم‌ترین منابع تجدیدشونده جهان هستند که علاوه بر تأمین غذای آدمی و حیوانات، نیازهای غیرتغذیه‌ای، شیمیایی و صنعتی مانند فتوسنتز هم توسط آن‌ها مرتفع می‌گردد. به همین دلیل، کاربرد روش‌های مهندسی ژنتیک و ژنتیک مولکولی برای افزایش کمی و کیفی محصولات از یک سو و کاهش هزینه‌ها و زمان تولید از سوی دیگر، استفاده از این روش‌ها در شاخه‌های گوناگون کشاورزی را بسیار ارزشمند کرده‌است.
به عنوان مثال مهندسان ژنتیک با بهره‌گیری از مهندسی ژنتیک، سویه‌ای از برنج را تولید کرده‌اند که دارای مقادیر بالا آهن و بتاکاروتن (در بدن به ویتامین A تبدیل می‌شود) می‌باشد. این دستاورد در بخش‌هایی از قاره آسیا اهمیت خاصی دارد، زیرا بسیاری از مردم آن از کمبود آهن رنج می‌برند. همچنین مهندسان ژنتیک با وارد کردن یک ژن درون محصولات گیاهی، گیاهانی تولید کرده‌اند که نسبت به حشرات مقاوم هستد.دیگر نیازی به حشره کش‌ها که آلوده‌کننده محیط زیست هستند ندارند. از مثال‌های دیگر، تولید گیاهانی مقاوم به شرایط اقلیمی مختلف، تولید گیاهانی مقاوم به خشکی و همچنین نیز می‌توان به تنظیم سرعت رسیدن میوه‌ها اشاره کرد.

#### تولید گیاهان تراریخته
به‌کارگیری روش‌ها و فنون مهندسی ژنتیک و ژنتیک مولکولی به‌طور جدی از سال ۱۹۸۳ آغاز و روندی به شدت رو به رشد را به ویژه در قلمرو اصلاح گیاهان زراعی استراتژیک، طی کرد. پیشرفت در این حوزه، فوق‌العاده چشمگیر است. به‌طوری‌که در مدتی کمتر از هشت سال، سطح زیر کشت گیاهان دست ورزی شده ژنتیکی (Transgenic)، وسعتی بالغ بر ۶۰ میلیون هکتار از اراضی کشاورزی جهان را به خود اختصاص داد. به این ترتیب، مهندسی ژنتیک و ژنتیک مولکولی به منظور تأمین امنیت غذایی جمعیت رو به رشد جهان وارد عمل شده و مواد غذایی حاصل دستکاری ژنتیکی (GMOs) به تدریج وارد بازار شد.
در سال ۱۹۸۶ نخستین آزمایش‌های مزرعه‌ای، با تنباکوی تراریخته، در آمریکا و فرانسه صورت گرفت. چین نخستین کشوری بود که در سال ۱۹۹۰، تولید گیاهان تراریخته (تنباکو) را به شکل تجاری آغاز کرد. آمریکا، دومین کشوری بود که در سال ۱۹۹۴، گیاه تراریخته گوجه‌فرنگی را به شکل تجارتی تولید نمود. پس از آن، در فاصله سال‌های ۱۹۹۵ تا ۱۹۹۶، ۳۵ گیاه تراریخته تولید شد که حدود ۸۰ درصد آن‌ها مربوط به دو کشور آمریکا و کانادا بودند. تا سال ۱۹۹۹، بین ۲۵ تا ۴۵ درصد تولید برخی از محصولات اصلی زراعی (ذرت، سویا و غیره) در آمریکا، با استفاده از گیاهان تراریخته صورت می‌گرفت. در حال حاضر، حداقل ۲۵ درصد از سطح زیر کشت ذرت تراریخته و ۴۰ درصد از سطح زیرکشت سویای تراریخته جهان در امریکاست.
وارد کردن ژن‌های فراوان (مربوط به صفات مختلف) به ده‌ها گونه گیاهی مانند گندم، جو، گوجه‌فرنگی، ذرت، سیب زمینی، سویا، پنبه، مارچوبه، تنباکو و چغندرقند جهت اصلاح یا بهبود فراورده‌های کشاورزی، امکان تغییر ژنتیکی در راه‌های بیوسنتزی گیاهان برای تولید انبوه موادی مانند روغن‌های خوراکی، موم‌ها، چربی‌ها و نشاسته‌ها که در شرایط عادی به میزان بسیار جزئی تولید می‌شوند و کنترل آفات زیستی، تنها نمونه‌های کوچکی از کاربردهای گسترده گیاهان ترانس ژنی (تراریخته) را شامل می‌شوند. اطلاعات بیشتر در این زمینه در جدول شماره ۴ ارائه شده‌است.
احیای مراتع و جنگل‌ها و حفظ تنوع گونه‌های گیاهی و جانوری در مناطق کویری و بیابانی از دیگر عرصه‌های کشاورزی است که با کمک ژنتیک مولکولی روند سریع‌تری یافته‌است. برای مثال، ژنتیک‌دانان با شناسایی، تکثیر و پرورش گونه‌های واجد ژن‌های مقاومت به نمک، گیاهان مقاومی مانند کاکتوس‌ها، کاج و سرو اصلاح شده‌ای را تولید کرده‌اند که قابلیت رشد و تکثیر در مناطق سخت بیابانی را پیدا کرده‌اند. همچنین به کمک روش‌های ژنتیک، از جلبک‌ها و گل‌ولای موجود در دریاها، ترکیبات و کودهای زیستی سودمندی را برای حاصلخیزی زمین‌های کشاورزی تولید می‌کنند.

### کاربرد در علوم دامی و جانوری
تولید جانوران دست ورزی شده (ترانس ژنیک) یا تراریخته، نیز از دیگر دستاوردهای بسیار مهم بیوتکنولوژی و ژنتیک جدید در عرصه علوم زیستی است که اهداف ارزشمندی را دنبال می‌کند.
جانور ترانس‌ژنتیک، علاوه بر ماده ژنتیکی خود، واجد مقداری ماده ژنتیکی اضافی با منشأ خارجی می‌گردد. اگر ژن خارجی، به سلول‌های جنسی جانور ترانس ژنتیک وارد شود، می‌تواند به نسل‌های بعدی نیز منتقل شود. امروزه روش‌های متعددی برای ایجاد جانوران ترانس ژنایک ژنیک ابداع شده‌است.
به عنوان مثال امروزه برای تولید پروتئین‌های پیچیده انسانی که در باکتری‌ها قابل ساخته شدن نیستند، می‌توان از گاوها استفاده کرد. به این صورت که ژن به سلول‌های آن‌ها وارد می‌شود و پروتیین‌های تولید شده، به شیر وارد شده و می‌توان آن‌ها را از شیر استخراج کرد.

### پیوندها
- سرویس خبری بیوتکنولوژی ایران
- مرکز تحقیقات ژنتیک پزشکی
- مرجع زیست فناوری ایران
- مرکز اطلاعات بیوتکنولوژی ایران
- خانه ژنتیک ایران